# بلدة هيزلتون (كانساس)
بلدة هيزلتون (بالإنجليزية: Hazelton Township)‏ هي بلدة تقع في مقاطعة باربر، كانساس، الولايات المتحدة الأمريكية. اعتبارًا من تعداد عام 2000، كان عدد سكانها 213 نسمة.

## الجغرافية
تغطي بلدة هيزلتون مساحة 73.36 ميلاً مربعاً (190.0 كم 2) وتحتوي على مستوطنة واحدة مدمجة، هزلتون. وفقًا لهيئة المساحة الجيولوجية الأمريكية USGS، فهي تحتوي على مقبرة واحدة، وهي روزهيل.
تقع بحيرة هاركيز وبحيرة سبايسر ليك داخل هذه البلدة. كما ويمر تيار سبرينغ كريك عبر هذه البلدة.

## روابط خارجية
- US-Counties.com
- City-Data.com